# Потієнко Анатолій Юрійович
Анато́лій Ю́́рійович Потієнко (нар. 13 серпня 1983, с. Придеснянське, Чернігівська область — пом. 7 січня 2015, с. Новогнатівка, Донецька область) — солдат Збройних сил України, учасник російсько-української війни.

## Життєпис
Народився в сім'ї колгоспників, 1998 року закінчив Городищанську неповну середню школу (Коропський район). Того ж року розпочав трудову діяльність — у своєму селі, ТОВ «Дружба». 2001 році призваний до лав ЗСУ, Внутрішні війська. Демобілізувавшись, повернувся працювати до свого села. Від 2008 року проживав у селі Валки Прилуцького району. Працював у селянському господарстві місцевого фермера, в Густинському Свято-Троїцькому монастирі, на благоустрої села, згодом — в особистому селянському господарстві.
Мобілізований 31 березня 2014-го, солдат 1-ї окремої гвардійської танкової бригади, згодом — номер кулеметної обслуги 72-ї механізованої бригади. 23 серпня 2014 року направлений у зону бойових дій.
Загинув 7 січня 2015-го на блокпосту біля села Новогнатівка від кулі снайпера.
Без Анатолія лишилися дружина, донька 2011 р.н., мама і сестра.
Похований 12 січня 2015 року в селі Боршна, Прилуцький район.

## Нагороди та вшанування
За особисту мужність і героїзм, виявлені у захисті державного суверенітету та територіальної цілісності України, вірність військовій присязі під час російсько-української війни, відзначений — нагороджений
- 1 березня 2016 року — орденом «За мужність» III ступеня (посмертно)[1]
- у селі Городище Коропського району в приміщенні колишньої школи, де навчався Анатолій Потієнко, встановлено меморіальну дошку його честі[2].

Вшановується в меморіальному комплексі «Зала пам'яті», в щоденному ранковому церемоніалі 7 січня.